# 怪獣8号
『怪獣8号』（かいじゅうはちごう、英語: Kaiju No.8）は、松本直也による日本の漫画作品。『少年ジャンプ+』（集英社）において、2020年7月3日から2025年7月18日にかけて連載された。
怪獣発生率が世界屈指となっている架空の日本を舞台としたバトル漫画。
当初毎週金曜更新とされていたが、描き溜めが無くなった2020年8月28日更新分より「3話描いて1回休むくらいのペースで更新」したいとしている。2021年6月25日公開の第38話末の告知で「しばらく隔週掲載」とされた。2022年からは隔週更新となっている。
なお、休載日には怪獣の存在する日常風景イラスト集「怪獣百景」が掲載されている。
スピンオフとして2022年11月4日に集英社の「JUMP j BOOKS」レーベルより安藤敬而が執筆した小説『怪獣8号 密着！第3部隊』が刊行されており、これを原作とした肥田野健太郎による漫画『怪獣8号 side B』が2024年に『少年ジャンプ+』にて連載された。そのほか、スピンオフギャグ『怪獣8号RELAX』が『最強ジャンプ』（同）にて、2024年7月号より連載されている。2024年にテレビアニメ化され、テレビ東京系列ほかにて放送された。

## 製作
松本の3作目の連載作品。2016年春以降、『少年ジャンプ+』はオリジナル作品が主力となって人気を伸ばしており、ヒット作を次々と輩出していた。その中で、能力は高いものの長年不遇だった作家たちが、新作を発表してブレイクするという流れが起きていた。松本も漫画家歴は長いがこれまでヒット作を発表できずにいた。こうした背景の元で本作の連載が始まり、2021年3月の時点では『SPY×FAMILY』と並ぶ『少年ジャンプ+』最大のヒット作と称された。
本作に登場する怪獣は台風のように番号で呼ばれ、発生波による津波を呼ぶ危険性がある。その強さを示すためにマグニチュードになぞらえた「フォルティチュード」という単位が使われるなど、自然災害（特に地震）のメタファーとして機能している。これは第二次大戦下の空襲を象徴していた特撮怪獣映画『ゴジラ』（1954年）などとは異なり、『シン・ゴジラ』（2016年）に代表される東日本大震災（2011年）以降の怪獣作品の系譜にあるとされている。

## 社会的評価
担当編集者は大人が過去にワクワクしていたものを大人目線で楽しめる作品にすることが狙いであったため、若者からの支持を危惧していたが、結果的に予想以上の反響となった。
単行本の発売前から日本国内外で人気を博す。1日で3200件を超えるコメントが寄せられるなど、連載開始からインターネット上で大きな話題を呼び、最新話更新のたびに大きな反響を呼んでいる。2020年12月には『少年ジャンプ+』の看板作品と報道された。各話の閲覧数は更新ごとに100万を超え、総閲覧数は第15話公開（10月30日）時点で3000万、第31話公開（4月16日）時点で1億閲覧を『少年ジャンプ+』史上最速となるペースで突破した。
単行本の発行部数は1巻で43万部を突破した。また、2020年に発売された1巻としては、集計日数が28日にもかかわらず、同年日本で最も売れた作品となった。国内累計発行部数は2025年3月時点で1800万部（電子版を含む）を突破している。また、2021年3月に記録した100万部、同年6月に記録した300万部（電子版を含む）、同年9月に記録した400万部（電子版を含む）はいずれも『ジャンプ+』連載作品としては最速記録となった。
少年ジャンプ+編集長の細野修平は、2020年9月時点で「最近注目している作品」として本作を挙げ、「どこまで伸びるのか楽しみ」であると語っている。
| 受賞年 | セレモニー                                      | 部門・賞           | 受賞対象       | 備考・出典                                               |
| ------ | ----------------------------------------------- | ------------------ | -------------- | -------------------------------------------------------- |
| 2021年 | コミックス第1巻 年間売上ランキング（2020年）    | 1位                | 『怪獣8号』1巻 | 同期に最も売れた単行本1巻新刊 続編・スピンオフなどは除く |
| 2021年 | コミックス第1巻売上ランキング（2020年10〜12月） | 2位                | 『怪獣8号』1巻 | 同期間に最も売れた単行本1巻新刊                          |
| 2021年 | マンガ大賞2021                                  | ノミネート         | 『怪獣8号』    | [ 27 ]                                                   |
| 2021年 | 次にくるマンガ大賞2021                          | Webマンガ部門・1位 | 『怪獣8号』    | [ 28 ]                                                   |
| 2021年 | 第5回みんなが選ぶTSUTAYAコミック大賞            | 2位                | 『怪獣8号』    | [ 29 ]                                                   |

## あらすじ
古来から怪獣が人々の日常生活を脅かしている日本が舞台。怪獣大国 日本として描かれ、発生率も日本が高いとされる。
主人公 日比野カフカは、幼いころに住む町が怪獣の発生によって破壊される。その日、幼馴染の亜白ミナとともに、その町を見渡せる丘にいた二人は惨状を見ながら、「俺(私)、防衛隊員になる」と宣言、「二人で、怪獣を全滅させよう」と約束した。
だが、カフカは防衛隊に合格できずに月日が流れた。
怪獣死体の解体清掃処理業者・モンスタースイーパー社に就きながら防衛隊員を目指すも、既に32歳になり防衛隊の年齢制限を超えてしまっていた。一方、ミナは日本防衛隊として活躍するどころか、隊長を任され防衛隊のヒーローとして取り上げられていた。そんなミナを横目に鬱屈した日々をおくっていたカフカ。そんな日々を送る中、防衛隊試験対策としてモンスタースイーパー社にアルバイト入社した市川レノ。彼から少子化を理由とした防衛隊の年齢制限が引き上げられることを教えられる。その帰り道で『余獣』と呼ばれる怪獣に襲われ、二人は絶命の間際、防衛隊 第三部隊 隊長である亜白ミナに窮地を救われる。保護された病院で隣の病床で保護されていたレノから、再び入隊試験を受けるよう促され、決意を新たにするカフカだったが、その直後、謎の生物に「ミツケタ」と言葉を残し口から侵入され寄生。寄生されたカフカは怪獣化してしまう。この際、レノが最初に目撃し、話の途中だった事と、人間の言葉を話すことから、それがカフカである事を理解し、一緒に病院からの逃亡を試みる。
その逃亡中、カフカは人間化を自然と体得し怪獣としての姿を消すことに成功、これが日本防衛隊としての初の未討伐事件となり『怪獣8号』と識別される。
この後、カフカとレノが防衛隊へ入隊を目指すところから物語は始まる。
エピソード1 怪獣になった男（第1話〜第12話）
防衛隊選別試験の一次書類審査を通過したカフカとレノは、二次試験を受験するため試験の西東京会場である防衛隊立川基地を訪れ、駐車場で四ノ宮キコルと出会い一悶着を起こす。怪獣の力を使わず試験に臨んだカフカであったが、加齢による衰えもあり体力試験では苦戦を強いられる。その後、試験は演習場での試験用に捕獲した余獣を使用した模擬怪獣討伐試験を行うも、攻撃能力の低いカフカとレノは怪獣解体で得た知識を活かした支援行動に回り健闘するが討伐はできないまま終了。一方、キコルは援護すら寄せ付けない圧倒的な活躍を見せ試験は終了するが、謎の人型怪獣が現れ、試験で倒した余獣が次々と復活。急襲を受けたキコルはピンチに陥る、その時、カフカはキコルを守るべく試験場で禁じてきた怪獣8号へと変身をしてしまう｡
エピソード2 夜明けの相模原掃討作戦（第12話〜第24話）
試験には不合格になるものの、副隊長・保科宗四郎の目に止まり候補生として採用されたカフカは、怪獣化した姿を見られたキコルにも怪獣８号である事を説明し打ち明ける。そして防衛隊員としての初任務 相模原討伐作戦へと向かう。カフカは現場で余獣を直接解体し、怪獣の生態情報を提供するなどの活躍を見せる。一方、余獣を掃討していたレノと古橋伊春の前に、モンスタースイーパーの解体作業員が現れる。直後、作業員は立川の最終試験を襲った人型怪獣怪獣9号へと変形し、レノと伊春を襲撃する。カフカは怪獣8号に変身し、レノらの救出へと向かう。
エピソード3 立川基地襲撃（第24話〜第32話）
相模原掃討作戦での働きが評価されたカフカは正式に防衛隊員として採用される。それも束の間、複数の翼竜型怪獣を引き連れた人型怪獣怪獣10号が立川基地に奇襲をかけてくる。
エピソード4 捕らわれた怪獣8号（第33話〜第40話）
立川基地を10号から守るためやむを得ず人前で8号に変身したカフカは、仲間である防衛隊に拘束され本部にて尋問を受けることになる。
エピソード5 怪獣兵器（第41話〜第56話）
防衛隊長官・四ノ宮功の判断により、怪獣兵器として運用されることを条件に処分保留となったカフカは、10号により壊滅的な被害を受けた立川基地の復旧まで、キコルと共に一時的に第1部隊に編入される。そんな折、品川区で蟻型の怪獣が群体で出現。第1部隊が出撃し対処にあたるが、カフカは変身不能の事態に陥る。そんなカフカの目の前に怪獣9号が三度現れる。
エピソード6 適合者（第57話〜第69話）
品川での怪獣9号戦で四ノ宮長官を失った防衛隊は師団会議を招集する。保科は怪獣10号から自身の怪獣兵器化を条件に9号の情報の提供を受け、9号が大怪獣クラスの怪獣を生産する能力を持ち、将来的に量産できるほどの能力を持てば壊滅的な脅威となる旨を報告する。報告を受けた防衛隊本部は新たな人材の育成を急務とし、組織の立て直しを図る。その一環として、市川は適合者不在で封印されていた怪獣6号ベースの識別怪獣兵器「ナンバーズ6」と同調の兆しを見せたため、松本基地で適合訓練を受ける。
エピソード7 群発災害（第70話〜第76話）
エピソード8 第2波（第77話〜第96話）
エピソード9 最後の波（第97話〜）

## 登場人物
声の項はテレビアニメ版の声優。

### 日本防衛隊

#### 第3部隊
日比野 カフカ（）
声 - 福西勝也、潘めぐみ（幼少期）
本作の主人公。32歳の男性。誕生日は8月5日。身長181センチメートル。好きなものはカレーやハンバーグ、タバコ。
防衛隊が倒した怪獣の死体を解体処理清掃する企業「モンスタースイーパー社」に勤務している。
幼いころ、住んでいた街が怪獣の被害に遭い、ミナと共に防衛隊員になることを目指すもカフカは不合格。
夢を叶えることができずやさぐれてはいるものの、周りに対して優しく比較的面倒見も良く、仕事に対しても真摯で上司からの信頼は厚い。防衛隊を目指しながら怪獣後処理業を続け、すでに受験年齢を過ぎてしまっていた。
そんな時、アルバイトとしてモンスタースイーパー社に入社したレノと出会う。
入隊試験の年齢制限が33歳未満に引き上げられたことを告げられ、再び防衛隊を目指す。しかし、その直後に小型生物が口から侵入、寄生され怪獣に変身する能力を持ってしまう。
この際、入院中であったが、その病院からの逃亡を試み、この道中でカフカは人間化を自然と体得し怪獣としての姿を消すことに成功。無事人間として病院へ戻り事なきを得る。
だが、これが日本防衛隊としての初の未討伐事件となり、その目撃例から「怪獣8号」と識別され報道されることとなる。
怪獣の能力を使わず臨んだ入隊試験の成績は芳しくなく、不合格となってしまったが保科によって候補生として入隊。建前とは別に監視目的としても目をかけられた。
3ヵ月の試用期間を経て採用される。
怪獣10号による立川基地襲撃の際に10号が放った巨大余獣爆弾から隊員たちを救うため、やむを得ず人前で変身し正体が知られる事となり防衛隊本部に護送されるが、四ノ宮長官の判断により、処分保留となり怪獣兵器として運用される事となり、立川基地が機能を回復するまでの間、キコルと共に第1部隊の預かりとなる。8号への変身を繰り返すごとに手の甲など体の一部が怪獣形態に侵食されるようになる。
性格は、優しく面倒見のいい兄貴っぽい。防衛隊の中では初期の成績の事もあり、そのキャラクターが薄れてしまっているが、レノを逃がすために1人で怪獣に立ち向かうなど勇敢で、仲間の危機には自身が怪獣である事が発覚することも厭わず変身する等、変わらずその兄貴っぽさを正義感として発揮している。一方、おじさんと呼ばれて反発したり、合否が不安になり大騒ぎしたりと落ち着きのない面もあるが、その多くは相手を励ますなど、不安を和らげる為にあえて行っている。
人間時の体格もがっしりとした体型で仕事のおかげか身体能力も高い。ただ、防衛隊内においては主に加齢の影響で衰えており、同期の隊員たちには遠く及ばない。また、怪獣に寄生されている影響なのか、防衛隊のスーツの解放戦力も0%（のちに訓練を積み1%）とほとんど引き出せない。一方、怪獣後処理業社で得た怪獣に対する知識は豊富で、知識を活かしたサポートや情報提供で隊を支える。
怪獣8号
市川 レノ（）
声 - 加藤渉
カフカの相棒となる男。18歳の男性。誕生日は4月12日。身長174センチメートル。好きなものは音楽や料理、少年漫画。
防衛隊志望で、試験対策の一環としてモンスタースイーパーにアルバイトとして入社する。
落ち着きのないカフカのツッコミ役のような役回りが多く、漫才のようなやり取りをする。夢を諦めたカフカを当初は冷めた目で見ていたが、仕事中のカフカの気遣いや余獣から身を呈して助けてくれた事から敬意を持つようになり、いつしかカフカの姿に自身が求めていたヒーロー像を見出し、彼を目標とするようになっていく。
カフカが初めて怪獣化した場にも居合わせる事となり、その正体を知っていた唯一の人物となる。互いに尊敬と秘密を共有することになり、レノはカフカを気に掛け何かと付添うことも多い。カフカのことは防衛隊に入隊した後も「先輩」と呼んでいる。
伊春とは張り合ってこられることを少し厄介がっている向きもあるが、互いに尊敬している部分はあり、いろいろな銃弾を試しているレノを見てか伊春も実は銃弾の使い道を模索していた。知ってか知らずか表向きはライバル関係を崩さないでいる。
また、カフカに負けず劣らずの勇敢な性格で、彼と同じく自らを顧みず他者を助けようとする人間だが、それ故の危うさも持つ。
入隊試験では解放戦力8%程度だったが、入隊後は急成長を遂げ20%を超え、ミナや保科からもその可能性を期待されている『若き才能』の一人。
立川基地が襲撃を受けた後は第4部隊の預かりとなったが、怪獣6号ベースの「識別怪獣兵器（ナンバーズ）6号」と同調の兆候が見られた事により、松本基地で適合試験を受ける事となった。
適合試験中に解放戦力は50%を突破するも、強すぎる自己犠牲の精神と責任感によって自己を制御出来ない状態へと陥るが、伊春の助けと信頼によってそれを乗り超えた彼は、史上初の6号兵器適合者となった。

亜白 ミナ（）
声 - 瀬戸麻沙美
カフカの幼馴染。27歳の女性。日本防衛隊第3部隊の隊長。誕生日6月17日。身長169センチメートル。好きなものは猫や甘いもの、お風呂、スルメ。
幼少期に住んでいた街を怪獣に襲われことから、幼馴染だったカフカと共に防衛隊を目指す。挫折したカフカとは道を違えてしまったが入隊後も着実に力を伸ばし、信頼できる仲間を集めていくことで活躍を重ね、解放戦力96%を叩き出すなど、防衛隊最強クラスの実力を誇る。
その容姿の良さもあり、テレビで特集を組まれるなど、国民からの人気が高く、防衛隊を志す多くの者達にとっては正にスーパーヒーロー的存在。それはカフカの同期入隊世代の若者達にとっても同じく、カフカがミナとの関係性を漏らした際、隊員男性陣に集中詰問される程だった。
普段も冷静で落ち着いた態度を崩さない人物で、保科宗四郎の発言から、カフカ入隊前は笑うことすら珍しい事も窺える。スルメは小さいころから好き。
また、入隊試験時や入隊後も再会したカフカに対しては上官としての態度を崩さずに接しているが、内心では今でもしっかりあの時の約束は覚えており、時折、彼への素直な態度や本音を垣間見せる。直接、カフカにそれを伝えたのも怪獣8号として本部へ輸送される護送車の中であった。約20年近い時を経ての約束の再確認でカフカは涙を流した。
銃火器の扱いに長けている一方で刃物の扱いは苦手で包丁も握れないほど。
猫好きで幼いころに飼っていた三毛猫の名前は「ミィコ」。
伐虎（）
ミナが飼っている虎で、普段はミナの自宅で生活している模様。戦闘時にはミナに随伴しサポートする。怪獣9号によると「怪獣のなりそこない」らしく、通常の生物より高い戦闘力と回復力を持つ。ミナに飼われた経緯や、怪獣の根絶を目指しているミナが生物学的理解や生物的にどう見ているのかも不明。
四ノ宮 キコル（）
声 - ファイルーズあい
カフカ、レノの同期。誕生日は9月7日。身長157センチメートル。好きなものは怪獣退治や大きい犬。
16歳でカリフォルニア討伐大学を飛び級で最年少首席卒業した防衛隊期待の新人。母親は亡くなっている。
入隊試験前に駐車場でカフカと一悶着を起こし、生身（部分変身を隠した状態）で車を軽々と持ち上げたカフカに驚嘆し、試験中、見下しながらも実力を隠すようなカフカに一目置きながら受験する事になる。
入隊試験では、ほぼトップクラスの成績を挙げるも、模擬討伐試験で怪獣9号が忍び込んでおり発見と同時に急襲を受け、重傷を負った所をカフカに救われる。同時に彼が怪獣8号へと変身する姿を目撃する事になる。
入隊試験は首席で合格。
試験後は助けられた借りとしてカフカの正体を内緒にすることを約束するも「もしアンタが人類に害する怪獣だと分かった時には、私がアンタを殺すから」と宣言し、彼も笑顔で了承した。
完璧であることに対して異常なこだわりを持つ。これは父・四ノ宮功の影響による処が大きく、完璧でない自分であったならば父に詫びる程の感情である。
便宜上、いわゆる『ツンデレ』に分類されるが、まだ16歳で、彼女の人生を考えれば、カフカは初めて会った自分より強い存在(同期・同級生の中では)でありながら親しみのある存在でもあった。そんな存在と秘密を共有する事にもなり、そうならざる得なかったとも言える。
（ちなみに模擬討伐試験中、カフカが彼女を救った際「よく頑張ったな。キコル。」「なんでアンタが…」の会話は、彼女が走馬灯の中、父からもらいたかった言葉とリアルタイムのダブルミーニングである。）
上記のこと全て含め、カフカに対し好意はあったとしても、かなり複雑な感情となっている。
徐々に語られていくが、防衛隊長官・四ノ宮功と元防衛隊 第2部隊 隊長・四ノ宮ヒカリの娘であり、いわゆるサラブレッド。家柄もよく、執事とガードマンを引き連れる程の『お嬢様』である。そんな家柄もあり入隊前からプラベートスーツを持って（着用して）いた。
防衛隊には、首席で入隊し、第3部隊配属後はミナ、保科に次ぐ戦力として評価され、特例で斧型の専用武器（プロトタイプ）が支給されている。後に母ヒカリと同じ「識別怪獣兵器（ナンバーズ）4号」の適合装着者となり、その力を受け継ぐ。
古橋 伊春（）
声 - 新祐樹
カフカ、レノの同期。八王子討伐高専首席卒業。リーゼント風の髪型が特徴。
中学生時代にミナに命を救われたことがきっかけで防衛隊を志す。
高専時代は圧倒的な実力を誇り自信を持っていたが、入隊後は解放戦力が伸び悩む事になる。
急成長するレノに対しても焦りを感じ始め、妙な対立構造を作りたがるが、内心は『ダチ』だと思っていて、レノの潜在能力を含めた実力を隊員としては誰よりも早く気付いていた。
立川基地襲撃後はレノと共に第4部隊預かりとなり、自分との実力差を広げていくレノに劣等感を抱えながらも、ナンバーズ6との適合に苦しむレノを叱咤激励し支える。その際、感情が昂りゾーンに入ると瞬間的に著しく解放戦力が上昇する体質「瞬間適合者（フラッシュアダプター）」である事が発覚し、瞬間的に解放される数値はレノを上回る。
出雲 ハルイチ（）
声 - 河本啓佑
カフカ、レノの同期。東京討伐大学首席卒業の有望株。
大怪獣兵器の最大手企業・出雲テクノロジーズ（出雲テック）の御曹司。出自などをひけらかすようなタイプではないが、同期での慰労会幹事を任された際、家族ぐるみで付き合いのあった堂島板長の振舞により、ほぼ全員に知れ渡る事になる。（慰労会では実在しないはずのA6ランク黒毛和牛が振る舞われた。）
防衛隊を志望したのはミナへの憧れと「家の事情」とのこと。家庭事情などは語られていないが、父親とは数年口を聞いていないことは語られている。
普段もだが戦闘においてもスマートな性格の持ち主で、常に自分の能力とを俯瞰で見れるような性格で、突出した才能を持つレノやキコル、伊春らと自分は違う事を自覚し自身の力量や状況を理解した上での発言が多く、またそれに伴った客観力で高いレベルでのサポートやアシストを的確に実行に移せる人物。
葵とは同時期に同レベルだったこともあり、度々張り合うことはあるが許容し高め合う関係でもあり、実戦において最高のコンビネーションを見せている。
神楽木 葵（）
声 - 武内駿輔
カフカ、レノの同期。
陸上自衛隊の若手ホープとして将来を約束されていたが、それを蹴ってまで防衛隊への編入を志望する。
彼もまた自衛隊から防衛隊への編入についても語っていない。
自衛隊時代からの訓練の賜物で筋骨隆々、同期では一番逞しい。性格は真面目で実直な人物で基本的に寡黙、ハルイチとは違ったスマートさを持っている。現実的な見識も持ち合わせており、同期での慰労会にて「いい夜だ。できれば一人も欠けてほしくない。」と語った。自衛隊時代になにかあったのか防衛隊でも犠牲者が出る事を見据え、その夜を噛み締めていた。
寡黙な彼だが訓練中・戦闘中は割と正反対の性格のハルイチとは何かと張り合うことが多い。それは彼なりの信頼の裏返しでもあり、実戦において息のあったコンビネーションを見せる事も多い。
ミナへの憧れはハルイチとも同意見で、ミナとカフカの関係性を知った時は珍しく感情を露わにした。
またカフカ同様、前職を活かした行動が役に立つことが多く、自衛隊時代の経験から的確なサポートやアシストで防衛隊でも隊を支えている。
水無瀬 あかり（）
声 - 稗田寧々
カフカ、レノの同期の女性隊員。黒髪ミドルボブの髪型が特徴的。
キコルと仲が良く、彼女のことを「キコルン」と呼んでいる。
学生時代は保健委員で、怪我人の手当てが得意。実戦中においても救護活動で活躍することが多い。
余獣に襲われているところを部分変身したカフカに助けられるが、この時はバレることはなかった。怪獣８号とバレた後どう思ったかまでは不明だが、皆と同様にカフカの心配をしていた。
五十嵐 ハクア（）
声 - 風間万裕子
カフカ、レノの同期の女性隊員。青い髪をバンダナでオールバックにしているのが特徴的。
水無瀬同様、キコルと仲が良く、訓練中はよく3人で行動していることが多い。
身長も高く体格が良い、ご飯をどんぶりで掻き込む様な快活な性格。
保科 宗四郎（）
声 - 河西健吾
第3部隊副隊長。室町時代から続く怪獣討伐隊の家系の出身。
マッシュルームカットと糸目が特徴、比較的小柄で細身だが無駄を削ぎ落としたような肢体。
性格は、明るく関西弁で接する人当たりの良い人物でありながら、目的と怪獣相手には冷徹な面を覗かせる、本音と建前をしっかり持っているタイプ。入隊試験でカフカに面白半分で興味を持つ一方、人型怪獣の出現時に不自然にバイタルが消失したことに違和感を感じ、不合格になったカフカを監視するため候補生として採用する等、ミナと違い、怪獣討伐隊の家系らしい目利きも持ち合わせている。怪獣8号と初めて対峙した際も違和感に気付いている。
先述の通り、室町時代から続く怪獣討伐家系で保科流刀伐術の使い手。刀の扱いに長けており、双刀を使用する。本人曰く大型怪獣に対してはミナに劣るが、中型・小型に対しては自分の方が分があるとのこと。刀に対するこだわりは強く、怪獣の大型化が顕著になり、銃の解放戦力が低かったために周囲から防衛隊を諦めるように言われ続けてきた。近接戦闘のスペシャリストとして自身を鍛え続けた先で、ミナに出会い、認められる。そのため、自分を必要としてくれたミナに対しては特別な敬意を抱いている。
後にかつて死闘を演じた相手である怪獣10号ベースとした、プロトタイプナンバーズの適合者となる。
斑鳩 亮（）
声 - 古川慎
第3部隊の男性隊員で小隊長。責任感が強く、保科からの信頼も厚い。声がデカ目で目力も強いが視力は弱く、コンタクトレンズを着用している。
中ノ島 タエ（）
声 - 田村睦心
第3部隊の女性隊員で小隊長。肉食系イケメン好き。相模原討伐戦ではハルイチと葵を小隊に加え、彼らが言い争う姿を見ながら他の隊員が粒揃いであると述べる中、彼女は顔のレベルが多様で高レベルな事に恍惚としていた。
小此木 このみ（）
声 - 千本木彩花
第3部隊の女性隊員。メガネをかけている。オペレーター部隊のリーダーで主に通信と戦況報告を担当する。
また立川基地襲撃事件時、夜遅くでもオペレーションルームに連絡が取れることから、24時間体制人員配置されている事が窺える。

#### 第1部隊
鳴海 弦（）
声 - 内山昂輝
第1部隊隊長。日本最強の対怪獣戦力と称される青年隊員。
普段は隊長室に寝泊まりしているが典型的なオタク気質で、部屋はゴミや趣味のゲームやプラモデルで散らかっており、怠惰な生活と性格。ネット通販の大量購入で金欠に陥り部下（主にキコル）に金策をせがむ、自身の活躍をSNSでエゴサーチし、ミナの手柄のように扱われているのを妬む陰湿な一面を持つなど品格面では欠点だらけの人物。しかし隊長としての実力は本物で、圧倒的な実力ひとつで全ての欠点を覆している。
任務においては他の隊長同様冷徹な面を覗かせ、部下に対してはただ結果と実力のみを求めている。
戦闘では銃剣状の専用武器「GS-3305」を操る。近接戦闘能力のみでも、保科と並ぶ全隊員中最強格の実力者である上に、目には怪獣1号の網膜から造られた日本最古の識別怪獣兵器「Rt（レティーナ）-0001」を移植しており、生物が脳から発する信号を視覚化し、相手の行動を先読みする疑似予知能力を持つ。その後更にその力を磨き、電気信号以外の様々な電子・物理・環境情報を読み取る事が可能となり、戦闘時ではほぼ完全な未来予知を発現させるに至った。また電子信号の読み取りにより怪獣同士の指揮系統や連携などを読み取る事も可能。
長谷川 エイジ（）
声 - 安元洋貴
第1部隊副隊長。210cmの長身に、スキンヘッドと無数の傷跡が特徴の男性隊員。奔放な鳴海に代わって第1部隊の隊長業務の大半をこなす。隊長の鳴海に対しては対等の立場で接しており、だらしのない鳴海を度々嗜め、暴行など実力を行使する事もある。戦闘ではパワードスーツのような兵器を装備している。
東雲 りん（）
声 - 花澤香菜
第1部隊の女性隊員で小隊長。

#### 第2部隊
五十嵐 ジュラ（）
現・第2部隊長。歯には歯列矯正のワイヤーを入れている。短気な性格で、鳴海や緒方に対して憎まれ口を叩く。
四ノ宮 ヒカリ（）
キコルの母で功の妻。物語開始時点では故人。元第2部隊長。防衛隊最強兵器の1つ「ナンバーズ4」を装備し、ワルキューレと評され国民的な人気を誇った。怪獣6号が引き起こした群発災害で命を落とす。ヒカリの死はキコル、功双方の防衛隊員としての矜持に大きな影響を与えているものの、その影響やヒカリ自身についても多くは語られていない。

#### 第4部隊
長野・松本基地を拠点とする部隊。
緒方 ジュウゴ（）
第4部隊長。会議の席にも酒瓶を持参し、勤務中にも酒を飲むほどの酒好き。しかし仕事を疎かにしている訳ではなく、冷静で大局的な観察眼を持っている。伊春と同じく感情の変化によって著しく解放戦力が上下する体質「瞬間適合者（フラッシュアダプター）」。四ノ宮ヒカリとは同期の間柄でライバルでもあったため、彼女の死に現在も大きな喪失感を抱えており、それ故に若い世代を見守り育てていく意志を固めている。
トーコ
第4部隊所属の女性隊員。緒方の傍らで作戦を指揮する。

#### 幹部・その他
四ノ宮 功（）
声 - 玄田哲章
日本防衛隊長官。キコルの父。超がつく完璧主義者。怪獣の襲撃によって妻・ヒカリを亡くしており、怪獣に対しては人一倍の敵意を持つ。また、ほぼこれと同時期から執事が気に病むほど、キコルに完璧な強さを求めた。
かつて防衛隊史上最強と謳われ、その実力は今も健在。怪獣2号ベースのスーツとアームを、この世で唯一使いこなす。
立川基地襲撃の際に怪獣8号である事が露見し本部に拘束されたカフカに、防衛隊幹部達が処分が妥当と考えている中で、彼は怪獣8号の処理に見せかけ、最後のチャンスを与えていた。その彼なりの気遣いの中、怪獣兵器としての運用可能性と実力を試した。何よりキコルを、その場に招いていたのは、彼女の嘆願を聞き入れた彼なりの親心であり、同時に怪獣の真実を見せる為だったと考えられる。カフカ自身は想定外の事態に見舞われ制御不能と思われた中、土壇場で意識を取り戻し、事なきを得る。
その後、怪獣兵器としての運用を決定し、鳴海、カフカらを擁した最強の部隊を作り上げる事を画策する。
品川に出現した怪獣9号と対峙した際、予想以上の成長と自身の加齢による衰えも相まって、善戦虚しく、2号の力と自身の記憶を奪われ帰らぬ人となる。
伊丹 啓司（）
声 - 菅生隆之
防衛隊副長官。上官の功には敬語を使わずに対等の立場で接している。
乃木坂 十蔵（）
声 - 田中美央
功の部下で左目に眼帯を着用している隻眼の隊員。9号に襲撃された功に加勢しようとするが「邪魔になる」と伊丹に制止され、総員退避の統率と支援に回った。
来栖 アキラ（）
声 - 鈴木崚汰
功が使用する怪獣2号ベースのスーツとアームの管制を担当。

## 怪獣
古来より突如現れ、世界各地を襲う巨大生命体。メインで現れる怪獣を「本獣」といい、続いてそれに随伴する形で小型中型の「余獣」と呼ばれる個体が現れることがある。サイズは100m超から人間と同程度、数十cmのものまで様々。ユニ器官と呼ばれる怪獣ごとの特性を発揮する器官を持ち、特性によって「菌類系怪獣」「翼竜系怪獣」などに分類される。
基本的に、出現後は速やかに防衛隊の手で討伐されるため特定の名称を付けて呼ばれることはない。一方、強大な怪獣や討伐が難航した怪獣は識別怪獣として「怪獣◯号」とコードネームが付けられる。物語開始までに計7体の大怪獣に付けられていたが、怪獣8号は防衛隊発足以来初の未討伐個体となった。
現実世界の地震と同じく災害として扱われており、地震の規模を示すマグニチュードと同様に「フォルティチュード（ft.）」という規模を示す独自の指数が存在する。数値の詳しい計測方法は不明だが6.0以上あれば『本獣』クラス（本獣の強さはピンキリなので、5.0台以下も多いと思われる）、更に8.0以上であれば『大怪獣』クラス、9.0以上で歴史に残る大怪獣『識別』クラス、9.5以上に至って『特識』クラスといった計測内容での数値で表示・分類がされ、数値が高いほど「強度」及び脅威度が増していく。
これらの怪獣から得られた素材は防衛隊の兵器のパーツとして使用される。特に識別クラス以上のパーツは極めて強力で「識別怪獣兵器（ナンバーズ）」と呼ばれる（後述）。

### 識別怪獣
怪獣8号
カフカが怪獣に変身した姿。人型の形態に2本の角が生えた骸骨のような顔、筋力の発達した様な体躯に黒く硬めの皮膚で覆われている。発散エネルギーによって発光する筋を持つ。
怪獣への変身はある程度自由に行えるが、初期は、少し力んだだけで部分的に変身してしまうなど、怪獣化のコントロールが不安定だった。初めての怪獣化のさなか逃亡中に人間化を覚え、怪獣8号としては姿を晦ます事に成功するが、目撃例により「怪獣8号」のコードネームをつけられ、防衛隊発足以来、初の未討伐事件となり、日本中の防衛隊員から追われる身となってしまう。2度目の登場でも目視されることはなかったものの、防衛隊基地内、実戦模擬試験中だったこともあり、ft.値を計測されてしまう、その際のフォルティチュードは9.8を記録し、保科いわく「歴史に残る大怪獣」と評されるほどの力を持つ。変身時もカフカの理性は保たれているが、鳥などの生物を捕食してしまったり排尿する等、生理現象は意識とは別に体が勝手に行動する様子。また、その空腹時は捕食に適した形に姿を変え、人型を保ってはいなかった。条件は異なるかもしれないが変形・大型化の示唆と思われる。
ほとんど人間の意識で行動できる所が怪獣9号とは違う所だが、後に寄生した怪獣が体内で眠っていただけということがわかる。
この意識が幼獣側に移った際、人型を保った変形を発現させ、発光する筋はターコイズブルーから赤く変化していった。
攻撃方法も、肉体再生を前提とした自損攻撃や、己の肉体を囮としながら核からの再生し背後に回る等、人間では考えられない様な戦い方を行なっていた。
のちに、四ノ宮功のほぼ独断で防衛隊初の怪獣兵器として運用されることが決定する（前例がないと議会で言われていたが伐虎についての判断は不明。）。
怪獣9号
声 - 吉野裕行
人型の怪獣。
怪獣8号とは逆に捕食した人間に擬態し怪獣側の意識で行動する、高い知性の為か、捕食からか人語を有し、指から光線を発射する、通信機器を遮断するフィールドを張るなど既存の怪獣とは異なる特性を有している特異な個体。むき出しになった歯の付いた菌類のような頭部が特徴。伊丹からは「ウイルスのような怪獣」と評され、高い学習能力と、戦うたびに進化していく、肉体的にも頑強である。最も恐れられている能力は、「識別怪獣クラスの怪獣を創り出す」能力である。
入隊試験に乱入し、試験用の怪獣を蘇生させキコルを負傷させるなど混乱に陥れる。相模原討伐戦にも出現。レノと伊春を重傷に追い込み、怪獣8号と交戦、怪獣9号を核の露出した状態まで持っていくが、新たな隊員を発見し怪獣8号が気が逸れている間に、ある程度蘇生し逃亡、逃亡中にわざわざ車から降りて文句を言いに来た人間を捕食、新たな顔を得てその車も奪って再度新しい肉体に慣れるまで潜伏。この時、いきなり運転もすることから、ある程度の知識か記憶を捕食によっても奪うことができるとが窺える。
また8号に続く未討伐個体として「怪獣9号」の識別呼称が与えられる。
その後、蟻型の余獣を引き連れ、品川に3度目の出現。α、β、γの3体に分裂し、2体で陽動を行うなど高い知性を見せており、知略・洞察・心理的攻撃などの搦手すら利用し、功と彼に備わっていた怪獣2号の力を取り込み、8号と鳴海の攻撃すら退けて去っていった。
都度何らかの目的を持って、事態を引き起こす活動している様子がうかがえるがその目的、詳細は不明。
怪獣10号
声 - 三宅健太
西洋の全身甲冑のような姿をした人型怪獣。眼は顔面中央にあり、十字傷のような瞼に覆われており、瞼の内部には余獣に指令を下す器官が付随する。口は二重で、肉食動物のような乱杭歯の奥に草食動物のような臼歯が生えている。
主な攻撃は打撃技のみだが、その筋力はデコピンの風圧だけで遥か遠方の建物の壁にひびを入れるほどで、本気の拳は風圧一線で建物に大穴を開ける。更に本人の高い戦闘技術により目にも止まらぬ連撃を放ち、保科からは『隕石』とまで称された。また、巨大化能力を持ち、その際は頭部にはカブトムシのような角が生え、瞼と顎が一体化した姿となり、筋力が大幅に上がったことに加え、特徴的な目は全身に形成することが可能で死角が無くなる。
本来は単独行動しか行わないフォルティチュード6.0以上の翼竜型怪獣すら従え、特攻すら辞させないほどのカリスマ性を有する。人間や怪獣問わず強者との戦いを好んでおり、どれほどの窮地に追い込まれようが常に冷静に相手の攻撃を見抜き、真っ向からの勝負に挑む武人的な性格。実は9号によって作られた試作品の怪獣であり、試作品でありながらフォルティチュードは人型時には8.3、巨大化時は9.0を記録している。
防衛隊第3部隊の本拠地である立川基地を、翼竜系怪獣の編隊と共に空から襲撃、迎撃に向かった保科を即座に敵中最強と見抜き、翼竜系怪獣に指示を出しつつ自身は保科と対峙、激戦の末に全身をバラバラに切り裂かれてしまうが、核をしっかり射抜かれなかった為、高圧の蒸気を噴出しながら巨大化、翼竜系怪獣を自爆ミサイルとして捨身攻撃も加担し保科を圧倒、駆動限界を迎えるまで保科を追い詰めたが、保科の命がけの時間稼ぎが功を成し、駆け付けたミナの砲撃で体に大穴を開けられ、更に保科とキコルにより体制を崩されたところでミナの直撃弾を受け、核を半壊され敗北した。それでも残存していた核のかけらが付随していた首部分だけで、残った翼竜系怪獣を全て結集させて巨大な爆弾に変え、自分諸共立川基地そのものを爆破しようと試みたが、自分の正体が露見するのも厭わずに怪獣8号に変身したカフカの渾身の拳で爆弾が上空に打ち上がり、間一髪で地上での爆発を回避されてしまった為に失敗、第3部隊により回収され拘束された。
その後、「識別型怪獣兵器10号」へと兵器化されたが、プロトタイプの段階では自らの意思を残しており、「史上初の意志を持った怪獣兵器」となった。

### 過去の識別怪獣
怪獣1号
最古の識別怪獣。功が体験ではなく記録から情報を引用している事から、相当古い時代に出現した怪獣である事が窺える。生物が脳から発する信号を視覚化する未来視の能力を持ち、回避不能な攻撃を放った。
怪獣2号
1972年に札幌を襲撃し壊滅寸前にまで陥れた大型怪獣。強力な指向性エネルギー攻撃を備えていた。副長官の伊丹曰く「凄まじい破壊力と息絶える寸前まで屈しない気位の高さを持つ大怪獣」だったとのこと。防衛隊に討伐され、スーツとアームの素材にされるが、使いこなせるのは四ノ宮功ただ一人しかいない。
怪獣6号
物語の10年前に群発災害を引き起こした怪獣で9号登場以前の「怪獣の王」と呼ばれた怪獣。災害によって隊員200人と隊長3人が犠牲になった。討伐後は兵器化されるが、適合者不在で封印された。

### その他
謎の幼獣
声 - TARAKO
カフカに寄生し怪獣化させた元凶の怪獣。
登場してすぐカフカに寄生してしまうが、その前の姿は、小さな四肢を有し細長い胴体に虫の羽をつけた爬虫類の様な姿をしていた。また「ミツケタ」と発する際は、その細い胴の先についた小さな口で発声しているのではなく音波を発している様子だった。寄生生物と同様、カフカの体内でほとんど活動せず、徐々に本体を蝕んでいく特徴を有している。
寄生されて、しばらくはカフカの体内で意識を顕にすることはなかったが、功との戦闘時に彼が持つ怪獣2号の兵器に反応したのか、「カイジュウコロス」と殺意を露にし、強制的にカフカを怪獣化させた。その際、カフカの意識を閉じ込め、幼獣の意志で行動していた。このことから、寄生生物は本能を目的として寄生しているが、この幼獣は目的を持って寄生していることがわかる。
明暦の大怪獣
1657年に江戸に出現したと言われる怪獣。古文書によれば土竜67型に近い外見。当時はまだ刀剣や石火矢・火縄銃などしか無かったため、歴史上最も多くの死者を出した怪獣とされる。
エリマキトカゲ型の怪獣
小説版の回想で登場。保科副隊長が第3部隊配属となるきっかけを作った怪獣。数年前に青梅市に出現した爬虫類系怪獣。本獣は体高30mほど。きわめて獰猛な肉食獣であり、胃液を吐いて弱らせた生物を捕食する習性を有し、余獣含めて人間を十数名食い殺している。
フィリノソマ
冒頭で横浜市に出現したトカゲ型の怪獣。柳田理科雄氏曰く「100mを超える体長」であったが、出てきて1ページで亜白ミナの砲撃で瞬殺。図体の割にフォルティチュードが6とそこまで甚大ではないのは、こういう単にでかいだけで動きも遅く火も光線も吐かないタイプの怪獣はミナのような高火力型には弱く被害が甚大になる前に駆除できると思われる。その後、四つん這いの人間のような形状のものや亀のような形状のものなど余獣が複数体登場し、前者のうち1体は怪獣8号となったカフカに倒されることとなる。
プリミジニスウ
物語開始の1年前、八王子市に出現した怪獣。16人の犠牲者を出したが、防衛隊に捕獲され、演習場で飼育されていた。防衛隊選抜二次試験で受験者たちにより全滅に追い込まれたが、怪獣9号によりゾンビ化されて暴れ回る。
そこで四ノ宮キコルが試験会場で死人を出させまいと奮闘するが叶わず、殺されかけるが怪獣8号によってプリミジニウスは一発で解体される。ここで、怪獣8号のフォルティチュードが9.8だと判明する。
菌類系怪獣
相模原市に出現した怪獣。本獣のサイズは150m。凄まじい生命力により余獣からも自己増殖可能。カフカら第3分隊新入りの初任務の相手。
トリコネフィラ
蜘蛛の胴体から甲殻に覆われた人間の腕と顔が生えたような外見の蜘蛛型怪獣。全長10m。作中では地中から2体出現し、最初の個体はフィリノソマの解体作業をしていたカフカとレノに襲いかかり重傷を負わせるも、寸前で駆けつけたミナによって全身を蜂の巣にされあえなく轟沈。住宅街に現れた2体目は、家を破壊し中の母娘を食い殺そうとするも、8号の察知能力で駆けつけたカフカに寸前で妨害される。その後、怪獣として初めて本気を出したカフカの一撃によって粉砕された。
プリミジニウス
甲殻類系怪獣
小説版に登場。伊勢原市に出現した蟹型の怪獣。全身が強固な甲殻に包まれ、巨大な鋏で攻撃する。背中のユニ器官から水飴状の粘液を分泌し、土砂やコンクリートなどを体に纏う習性があるので、ただでさえ頑丈な装甲が更に強化されている。
魚類系怪獣
小説版に登場。冒頭で小型のものが死体として登場したほか、第4章で河口湖に大量に出現した。死体は予想通り物凄く臭い。基本的には水棲だが、成長すると四肢を生やし上陸して暴れる。本獣はクジラさえも丸のみにしそうなサイズで、テッポウウオのように口から数十tに及ぶ水を噴射する。
プレオンダクティル
隊長の亜白ミナが不在の時に第三部隊の立川基地が襲撃された際、識別怪獣である怪獣10号と共に隕石のように大量にやって来た翼竜系怪獣で、フォルティチュードは6.3、全長14mある。元々はプライドが高く単独で行動する怪獣だが、怪獣10号の指揮により連携して第三部隊に襲いかかった。腹の部分を攻撃しても威力の高い武器でないと全く歯が立たず、飛びやすいように軽量化した背中側から核を破壊しなければならない。凍結弾を使って飛行できないようにしてから背中を攻撃すると良い。攻撃は主に光線、突進、自爆などを使う。また、怪獣10号が保科副隊長と駆けつけた亜白隊長に倒された際、この翼竜系怪獣は自らの自爆攻撃を使い、20kt（核爆発レベル）に及ぶ余獣爆弾を数百体の翼竜系怪獣で結成させ、第三部隊を殲滅しようとしたが、自分だけ逃げまいと奮闘し、自分が怪獣であることを第三部隊の一部を除く人間に隠していた日比野カフカが第三部隊の全員の前で怪獣8号になり、この余獣爆弾を空にぶっ飛ばし、被害を最小限に抑えた。

## 用語
フォルティチュード
怪獣の危険度を専用機器による計測で数値化したもの。地震のマグニチュードに相当する概念で、8.0を超えると「大怪獣」と認定される。劇中では「ft.」と略記される。詳細は先述した怪獣の項を参照。
日本防衛隊
怪獣と戦う組織。討伐庁の管轄で、自衛隊とは別に存在する。怪獣のサイズに関わらず、戦闘は討伐した怪獣から得た素材で作られた特殊装備による白兵戦が中心で、パワードスーツ状の兵器や榴弾砲などの使用も確認できる。戦闘車両や戦闘機を使用する描写は現在のところない。最大戦力である隊長・副隊長クラスの隊員には個性に合わせた専用装備が支給される。
防衛隊のスーツ
隊員が着用している戦闘用のスーツ。怪獣筋肉繊維で構成されており、装着すると隊員の体に自動的に形状同化し、身体能力を大幅に強化する。防御用のシールドや隊員のバイタル、解放戦力の計測などの機能を有する。出雲テックという企業が製造している。背中に怪獣と同様の背骨状の突起がある。
解放戦力
防衛隊の装備の性能をどれだけ引き出しているかを数値化した指標。スーツの解放戦力は訓練を積んだ一般隊員で20%程度で、多くの隊員の中央値もこの辺りである。入隊試験の受験者でも10%超えは年に1人いるかいないかとのこと。40%以上で小隊長クラス、80％以上であれば隊長・副隊長クラスとなる。
識別怪獣兵器（ナンバーズ）
識別怪獣をベースにして作られた兵器で「ナンバーズ」と呼称され、名称もその識別番号を継承し「識別怪獣兵器（ナンバーズ）◯（◯には識別番号が入る）」とされる。従来の怪獣ベース兵器を圧倒的に凌駕する能力を持つが、各個に使用者への対応適性（合うか合わないか）がある上に、使用者はその力を引き出す程、生命に関わるほど重度の負荷がかかる。そのため、歴代の使用装着者の半数は除隊前に落命している。
試験により選抜され訓練を受けている防衛隊員内でも、ナンバーズ適合者は非常に数が少なく、特に6号兵器は「最も強力でありながら、最も危険」とされており、適合者が見つからず封印されていた。適合者が見つかった場合は、ほぼその隊員専用の装備となり同期最適化が行われるが、3、5、7号に関しては複数の適合者が判明しており、戦略的観点から全国各地に配置するか関東に集中するかの検討が行われている。

## 書誌情報

### 漫画
- 松本直也 『怪獣8号』 集英社〈ジャンプ・コミックス〉、既刊15巻（2025年3月4日現在）
  1. 2020年12月4日発売[17][64]、ISBN 978-4-08-882525-0
  2. 2021年3月4日発売[22][65]、ISBN 978-4-08-882611-0
  3. 2021年6月4日発売[66]、ISBN 978-4-08-882671-4
  4. 2021年9月3日発売[24]、ISBN 978-4-08-882815-2
  5. 2021年12月3日発売[67]、ISBN 978-4-08-882872-5
  6. 2022年3月4日発売[68]、ISBN 978-4-08-883053-7
  7. 2022年7月4日発売[69]、ISBN 978-4-08-883170-1
  8. 2022年11月4日発売[70]、ISBN 978-4-08-883305-7
  9. 2023年3月3日発売[71]、ISBN 978-4-08-883443-6
  10. 2023年8月4日発売[72]、ISBN 978-4-08-883613-3
  11. 2023年12月4日発売[73]、ISBN 978-4-08-883747-5
  12. 2024年4月4日発売[74]、ISBN 978-4-08-883898-4
  13. 2024年7月4日発売[75]、ISBN 978-4-08-884160-1
  14. 2024年11月1日発売[76]、ISBN 978-4-08-884315-5
  15. 2025年3月4日発売[77]、ISBN 978-4-08-884492-3
- 原作:松本直也、安藤敬而 / 漫画:肥田野健太郎 『怪獣8号 side B』 集英社〈ジャンプ・コミックス〉、全2巻
  1. 2024年4月4日発売[78]、ISBN 978-4-08-884010-9
  2. 2024年10月4日発売[79]、ISBN 978-4-08-884271-4
- 渡邉築 『怪獣8号RELAX』 集英社〈ジャンプ・コミックス〉、既刊2巻（2025年4月4日現在）
  1. 「怪獣8号と山登り」 2024年11月1日発売[80]、ISBN 978-4-08-884312-4
  2. 「怪獣8号とキャンプ」 2025年4月4日発売[81]、ISBN 978-4-08-884418-3

### 小説
- 松本直也（原作）・安藤敬而（小説） 『怪獣8号 密着！第3部隊』 集英社〈JUMP j BOOKS〉、2022年11月4日発売[7]、ISBN 978-4-08-703525-4

## テレビアニメ
2022年8月にアニメ化が発表された。第1期は2024年4月から6月まで、テレビ東京系列ほかにて放送された。また、第1期の総集編が劇場アニメとして、同時上映作品（番外編）「保科の休日」（ストーリー原案：附田祐斗）とともに2025年3月28日に公開された。
第2期は2025年7月よりテレビ東京系列ほかにて放送中。これに先立ち、番外編「保科の休日」が7月5日以降順次テレビ東京系列ほかにて放送された。

### スタッフ
|                              | 第1期                                           | 番外編                                          | 第2期                                           |
| ---------------------------- | ----------------------------------------------- | ----------------------------------------------- | ----------------------------------------------- |
| 原作                         | 松本直也                                        | 松本直也                                        | 松本直也                                        |
| 監督                         | 宮繁之                                          | 宮繁之                                          | 宮繁之                                          |
| 監督                         | 神谷友美                                        | N/A                                             | N/A                                             |
| シリーズ構成                 | 大河内一楼                                      | N/A                                             | 木戸雄一郎                                      |
| キャラクターデザイン         | 西尾鉄也                                        | 西尾鉄也                                        | 西尾鉄也                                        |
| 怪獣デザイン                 | 前田真宏                                        | 前田真宏                                        | 前田真宏                                        |
| 怪獣デザイン&ワークス        | スタジオカラー                                  | スタジオカラー                                  | スタジオカラー                                  |
| メカデザイン                 | 常木志伸                                        | 常木志伸                                        | 常木志伸                                        |
| 銃器デザイン                 | 髙田晃                                          | 髙田晃                                          | 髙田晃                                          |
| プロップデザイン             | 渡部由紀子                                      | 渡部由紀子                                      | 渡部由紀子                                      |
| プロップデザイン             | 北條真純                                        | 北條真純                                        | 片山貴仁                                        |
| 美術監督・美術設定           | 木村真二                                        | 木村真二                                        | 木村真二                                        |
| 色彩設計                     | 広瀬いづみ                                      | 広瀬いづみ                                      | 広瀬いづみ                                      |
| 3D監督                       | 松本勝                                          | N/A                                             | N/A                                             |
| CG監督                       | 松本勝                                          | 新垣隼                                          | 新垣隼                                          |
| 撮影監督                     | 荒井栄児                                        | 荒井栄児                                        | 荒井栄児                                        |
| 編集                         | 肥田文                                          | 肥田文                                          | 肥田文                                          |
| 音響監督                     | 郷文裕貴                                        | 郷文裕貴                                        | 郷文裕貴                                        |
| 音響効果                     | 赤澤勇二                                        | 小林孝輔                                        | 小林孝輔                                        |
| 音楽ディレクター             | 横田悠生                                        | 横田悠生                                        | 横田悠生                                        |
| 音楽                         | 坂東祐大                                        | 坂東祐大                                        | 坂東祐大                                        |
| 音楽制作                     | 日本コロムビア、東宝ミュージック                | 日本コロムビア、東宝ミュージック                | 日本コロムビア、東宝ミュージック                |
| 音楽プロデューサー           | 有馬由衣                                        | 有馬由衣                                        | 有馬由衣                                        |
| チーフプロデューサー         | 高橋敦司                                        | 高橋敦司                                        | 高橋敦司                                        |
| チーフプロデューサー         | 藤尾明史                                        | 土生田高裕                                      | 土生田高裕                                      |
| プロデューサー               | 柳澤俊介、橋本龍、有田武将、 森廣扶美、岡島隆敏 | 柳澤俊介、橋本龍、有田武将、 森廣扶美、岡島隆敏 | 柳澤俊介、橋本龍、有田武将、 森廣扶美、岡島隆敏 |
| アニメーションプロデューサー | 大平将史                                        | 大平将史                                        | 大平将史                                        |
| アニメーション制作           | Production I.G                                  | Production I.G                                  | Production I.G                                  |

### 主題歌
第1期
「Abyss」
ヤングブラッドによる第1期のオープニングテーマ。作詞・作曲はDominic HarrisonとMatt SchwartzとDan ReynoldsとMattias Per LarssonとRobin Lennart Fredriksson。
「Nobody」
ONEREPUBLICによる第1期のエンディングテーマ。作詞・作曲はJosh VarnadoreとRyan TedderとJoe HendersonとBrent KutzleとTyler Spry。
「Scream feat. (sic)boy」
坂東祐大と(sic)boyによる第5話の劇中歌。歌唱・作詞は(sic)boy、作曲は坂東祐大と(sic)boy、編曲は坂東祐大。
「Warcry feat. 岡崎体育」
坂東祐大と岡崎体育による第7話の劇中歌。歌唱・作詞は岡崎体育、作曲・編曲は坂東祐大。
「Never Break Down feat. LEO今井」
坂東祐大とLEO今井による第10話の劇中歌。作詞は坂東祐大とLEO今井、作曲・編曲は坂東祐大。
番外編「保科の休日」
「Invincible (from 怪獣8号)」
ONEREPUBLICによる番外編「保科の休日」の主題歌。作詞・作曲はRyan TedderとBrent KutzleとJosh VarnadoreとSteve Wilmot。
第2期
「You Can’t Run From Yourself」
Auroraによる第2期のオープニングテーマ。作詞・作曲はAurora AksnesとFredrik Svarbo。
「Beautiful Colors」
ONEREPUBLICによる第2期のエンディングテーマ。作詞・作曲はRyan TedderとBrent KutzleとJosh VarnadoreとJeff OwenとTyler Spry。

### 各話リスト
| 話数     | サブタイトル           | 脚本       | 絵コンテ          | 演出                                                      | 作画監督 | 総作画監督 | 初放送日       |       |       |       |       |       |       |       |       |       |       |       |       |       |       |       |       |       |
| 第1期    | 第1期                  | 第1期      | 第1期             | 第1期                                                     | 第1期 | 第1期      | 第1期          | 第1期 | 第1期 | 第1期 | 第1期 | 第1期 | 第1期 | 第1期 | 第1期 | 第1期 | 第1期 | 第1期 | 第1期 | 第1期 | 第1期 | 第1期 | 第1期 | 第1期 |
| -------- | ---------------------- | ---------- | ----------------- | --------------------------------------------------------- | --- | ---------- | -------------- | ----- | ----- | ----- | ----- | ----- | ----- | ----- | ----- | ----- | ----- | ----- | ----- | ----- | ----- | ----- | ----- | ----- |
| 第一話   | 怪獣になった男         | 大河内一楼 | 神谷友美          | 神谷友美                                                  | 片山貴仁 世良悠子 柳隆太 大久保徹 西尾鉄也                                                                                 | 西尾鉄也   | 2024年 4月13日 |       |       |       |       |       |       |       |       |       |       |       |       |       |       |       |       |       |
| 第二話   | 怪獣を倒す怪獣         | 大河内一楼 | 野村和也          | 稲垣隆行                                                  | 福原麻衣 沼田くみ子 清池奈保 河村明夫 大久保徹 Mahmoud Moftah 細田沙織 福嶋沙映 世良悠子 荒川紗希                          | 西尾鉄也   | 4月20日        |       |       |       |       |       |       |       |       |       |       |       |       |       |       |       |       |       |
| 第三話   | リベンジマッチ         | 大河内一楼 | 夕一美            | 江副仁美                                                  | 山本真夕子 河村明夫 萩原弘光 小松真梨子 平野翔                                                                             | 西尾鉄也   | 4月27日        |       |       |       |       |       |       |       |       |       |       |       |       |       |       |       |       |       |
| 第四話   | フォルティチュード9.8  | 大河内一楼 | 寺岡巌            | 横山和基                                                  | 片山貴仁 ふくだのりゆき 早乙女啓 長谷川早紀 大久保徹 北村晋哉                                                              | 西尾鉄也   | 5月4日         |       |       |       |       |       |       |       |       |       |       |       |       |       |       |       |       |       |
| 第五話   | 入隊！                 | 大河内一楼 | 新井陽次郎        | 小村方宏治                                                | 具志堅眞由 杉田まるみ 耳浦朋彰 渡部由紀子 宮川智恵子                                                                       | 西尾鉄也   | 5月11日        |       |       |       |       |       |       |       |       |       |       |       |       |       |       |       |       |       |
| 第六話   | 夜明けの相模原討伐作戦 | 大河内一楼 | 野村和也          | 中村哲二                                                  | 加藤優 平野翔 ふくだのりゆき 山本真夕子 津熊健徳 早乙女啓 小松真梨子 荒川紗希 白井英介 福原麻衣 無錫市淏明アニメ 知萌传媒  | 西尾鉄也   | 5月18日        |       |       |       |       |       |       |       |       |       |       |       |       |       |       |       |       |       |
| 第七話   | 怪獣9号                | 大河内一楼 | 佐野誉幸 宮繁之   | 井端義秀                                                  | ゼロ 杉田まるみ 石井明治 吉田優子 宮川智恵子 福原麻衣 福嶋沙映 Roccia Nobili 細田沙織 阿部美佐緒                           | 西尾鉄也   | 5月25日        |       |       |       |       |       |       |       |       |       |       |       |       |       |       |       |       |       |
| 第八話   | 防衛隊へようこそ       | 大河内一楼 | 奥野治男          | 奥野治男                                                  | 片山貴仁 齊藤卓也 伊藤進也 河村明夫 長谷川早紀 ふくだのりゆき 平野翔 荒川紗希                                              | 西尾鉄也   | 6月1日         |       |       |       |       |       |       |       |       |       |       |       |       |       |       |       |       |       |
| 第九話   | 立川基地襲撃           | 大河内一楼 | 古川良太          | 小村方宏治 古川良太 クレール・バルブ デ クリエール 森大貴 | 古川良太 入江健司 片桐貴悠 鈴木明日香 黄瀬和哉 清池奈保 世良悠子 天﨑まなむ 沼田くみ子 渡部貴喜 渡部由紀子 万年麻美 碇谷敦 | 西尾鉄也   | 6月8日         |       |       |       |       |       |       |       |       |       |       |       |       |       |       |       |       |       |
| 第十話   | 曝露                   | 大河内一楼 | 西澤晋            | 櫛谷健太                                                  | 柳隆太 | 西尾鉄也   | 6月15日        |       |       |       |       |       |       |       |       |       |       |       |       |       |       |       |       |       |
| 第十一話 | 捕らわれた怪獣8号      | 大河内一楼 | 種村綾鷹          | 種村綾鷹                                                  | 加藤祐子 白井英介 黄瀬和哉 荒川紗希 清池奈保 奥野治男 田口愛梨 細田沙織 柳隆太 窪田康高 奥谷花奈 沼田くみ子                | 西尾鉄也   | 6月22日        |       |       |       |       |       |       |       |       |       |       |       |       |       |       |       |       |       |
| 第十二話 | 日比野カフカ           | 大河内一楼 | 菊池カツヤ 宮繁之 | 菊池カツヤ                                                | 片山貴仁 世良悠子 大久保徹 福嶋沙映 福原麻衣 沼田くみ子 早乙女啓 長谷川早紀                                                | 西尾鉄也   | 6月29日        |       |       |       |       |       |       |       |       |       |       |       |       |       |       |       |       |       |
| 第2期    |                        |            |                   |                                                           | |            |                |       |       |       |       |       |       |       |       |       |       |       |       |       |       |       |       |       |
| 番外編   | 保科の休日             | 木戸雄一郎 | 荒川直樹          | いとがしんたろー                                          | 中村悟 北川知子 長谷川早紀 小谷杏子 Zearth Sato 西尾鉄也 周玄 蒋杭岑                                                       | -          | 2025年 7月5日  |       |       |       |       |       |       |       |       |       |       |       |       |       |       |       |       |       |
| 第十三話 | 怪獣兵器               | 木戸雄一郎 | 宮繁之            | 大江峰生                                                  | 竹内知海 白井英介 伊藤進也 長谷川早紀 中村悟 福嶋沙映 早乙女啓 齊藤卓也 中村深雪                                           | 西尾鉄也   | 7月19日        |       |       |       |       |       |       |       |       |       |       |       |       |       |       |       |       |       |
| 第十四話 | 次世代の試練           | 木戸雄一郎 | 野村和也          | 佐藤和磨                                                  | 新野量太 角田桂一 窪田康高 金到暎 清池奈保 石田千夏 刘柏宏 蔣杭岑 吳遠誌 王家梁 周玄                                       | 西尾鉄也   | 7月26日        |       |       |       |       |       |       |       |       |       |       |       |       |       |       |       |       |       |
| 第十五話 | 最強の部隊             | 木戸雄一郎 | 奥野治男 片山貴仁 | 奥野治男                                                  | 片山貴仁 田中春香 | 西尾鉄也   | 8月2日         |       |       |       |       |       |       |       |       |       |       |       |       |       |       |       |       |       |
| 第十六話 | 四ノ宮功という男       | 木戸雄一郎 | 荒川直樹          | 児玉亮                                                    | 和田伸一 角田桂一 竹内知海 小林冴子 袴田裕二 中村深雪 早乙女啓 伊藤進也 齊藤卓也 前田法華 田仲基寛                         | 西尾鉄也   | 8月9日         |       |       |       |       |       |       |       |       |       |       |       |       |       |       |       |       |       |
| 第十七話 | 強くなりたい           | 木戸雄一郎 | 野村和也          | 長田伸二                                                  | 新野量太 あおきまほ 清池奈保 武志鵬 長谷川早紀 福原麻衣 洪範錫 高乗陽子 白井英介 刘柏宏 左东秀                             | 西尾鉄也   | 8月16日        |       |       |       |       |       |       |       |       |       |       |       |       |       |       |       |       |       |

### 放送局
| 放送期間                | 放送時間                     | 放送局              | 対象地域                                                    | 備考                                 |
| ----------------------- | ---------------------------- | ------------------- | ----------------------------------------------------------- | ------------------------------------ |
| 2024年4月13日 - 6月29日 | 土曜 23:00 - 23:30           | テレビ東京系列全6局 | 北海道・関東広域圏・愛知県・ 大阪府・岡山県・香川県・福岡県 | 字幕放送                             |
| 2024年4月14日 - 6月30日 | 日曜 0:00 - 0:30（土曜深夜） | BSテレ東            | 日本全域                                                    | BS/BS4K放送 / 字幕放送               |
|                         | 日曜 22:00 - 22:30           | AT-X                | 日本全域                                                    | CS放送 / 字幕放送 / リピート放送あり |
| 2024年4月24日 - 7月10日 | 水曜 1:24 - 1:54（火曜深夜） | 秋田放送            | 秋田県                                                      |                                      |
| 2024年4月25日 - 7月11日 | 木曜 1:29 - 1:59（水曜深夜） | ミヤギテレビ        | 宮城県                                                      |                                      |
|                         | 木曜 1:45 - 2:15（水曜深夜） | 静岡放送            | 静岡県                                                      | 『スーパーアニメ6区』枠              |
| 2024年4月26日 - 7月5日  | 金曜 0:59 - 1:29（木曜深夜） | テレビユー福島      | 福島県                                                      | 最終回のみ2話連続放送                |
| 2024年4月27日 - 7月20日 | 土曜 21:00 - 21:30           | アニマックス        | 日本全域                                                    | BS/CS放送 / 字幕放送                 |
| 2024年4月28日 - 7月14日 | 日曜 0:28 - 0:58（土曜深夜） | 長崎放送            | 長崎県                                                      |                                      |
|                         | 日曜 1:28 - 1:58（土曜深夜） | 新潟放送            | 新潟県                                                      | 『BSN THE アニメ』枠                 |
| 2024年4月28日 - 8月18日 | 日曜 1:15 - 1:45（土曜深夜） | さくらんぼテレビ    | 山形県                                                      |                                      |
| 2024年4月29日 - 7月15日 | 月曜 0:25 - 0:55（日曜深夜） | 大分朝日放送        | 大分県                                                      |                                      |
| 2024年4月30日 - 7月16日 | 火曜 0:53 - 1:23（月曜深夜） | 北陸朝日放送        | 石川県                                                      | [ 100 ]                              |
|                         | 火曜 0:55 - 1:25（月曜深夜） | 南日本放送          | 鹿児島県                                                    |                                      |
|                         | 火曜 1:00 - 1:30（月曜深夜） | 奈良テレビ          | 奈良県                                                      |                                      |
| 2024年5月1日 - 7月17日  | 水曜 0:26 - 0:56（火曜深夜） | 中国放送            | 広島県                                                      | [ 101 ]                              |
|                         | 水曜 1:28 - 1:58（火曜深夜） | IBC岩手放送         | 岩手県                                                      |                                      |
| 2024年5月4日 - 7月20日  | 土曜 2:23 - 2:53（金曜深夜） | 山陰放送            | 鳥取県・島根県                                              |                                      |
| 2024年5月18日 - 7月27日 | 土曜 1:23 - 1:53（金曜深夜） | 熊本放送            | 熊本県                                                      |                                      |
| 2024年5月26日 - 8月18日 | 日曜 1:28 - 1:58（土曜深夜） | テレビ高知          | 高知県                                                      |                                      |
| 2024年6月26日 - 9月11日 | 水曜 1:30 - 2:00（火曜深夜） | びわ湖放送          | 滋賀県                                                      |                                      |

| 配信開始日    | 配信時間           | 配信サイト | 備考                   |
| ------------- | ------------------ | --- | ---------------------- |
| 2024年4月13日 | 土曜 23:00 - 23:30 | X | 全世界リアルタイム配信 |
|               | 土曜 23:30 更新    | ABEMAプレミアム Amazon Prime Video dアニメストア （本店・ニコニコ支店・for Prime Video） Disney+ DMM TV FOD Hulu J:COM STREAM Lemino milplus Netflix TELASA （本店・ auスマートパスプレミアム ） U-NEXT WOWOWオンデマンド アニメタイムズ アニメ放題 バンダイチャンネル | 見放題配信             |
|               |                    | ABEMA Lemino TVer ニコニコ生放送 ネットもテレ東 | 最新話期間限定無料配信 |
|               |                    | Amazon Prime Video Google Play HAPPY!動画 J:COM STREAM milplus music.jp Rakuten TV TELASA VIDEX カンテレドーガ ニコニコチャンネル バンダイチャンネル ビデオマーケット ムービーフルPlus                                                                                 | レンタル配信           |

| 放送日        | 放送時間                     | 放送局              | 対象地域                                                    | 備考                                 |
| ------------- | ---------------------------- | ------------------- | ----------------------------------------------------------- | ------------------------------------ |
| 2025年7月5日  | 土曜 23:00 - 23:30           | テレビ東京系列全6局 | 北海道・関東広域圏・愛知県・ 大阪府・岡山県・香川県・福岡県 | 字幕放送                             |
| 2025年7月8日  | 火曜 0:30 - 0:59（月曜深夜） | BSテレ東            | 日本全域                                                    | BS/BS4K放送 / 字幕放送               |
| 2025年7月13日 | 日曜 2:03 - 2:33（土曜深夜） | 長崎放送            | 長崎県                                                      | [ 107 ]                              |
|               | 日曜 2:33 - 3:03（土曜深夜） | 新潟放送            | 新潟県                                                      | [ 108 ]                              |
|               | 日曜 3:23 - 3:53（土曜深夜） | 静岡放送            | 静岡県                                                      | 『スーパーアニメ6区』枠              |
| 2025年7月16日 | 水曜 1:24 - 1:54（火曜深夜） | 秋田放送            | 秋田県                                                      | [ 110 ]                              |
|               | 水曜 22:30 - 23:00           | AT-X                | 日本全域                                                    | CS放送 / 字幕放送 / リピート放送あり |
| 2025年7月18日 | 金曜 1:29 - 1:59（木曜深夜） | ミヤギテレビ        | 宮城県                                                      | [ 113 ]                              |
| 2025年8月5日  | 火曜 0:53 - 1:23（月曜深夜） | 北陸朝日放送        | 石川県                                                      | [ 114 ]                              |

| 配信開始日   | 配信時間                | 配信サイト | 備考                   |
| ------------ | ----------------------- | --- | ---------------------- |
| 2025年7月5日 | 土曜 23:00 - 23:30      | X | 全世界リアルタイム配信 |
|              | 土曜 23:30 以降順次更新 | ABEMAプレミアム Amazon Prime Video dアニメストア（本店・ニコニコ支店・for Prime Video） Disney+ DMM TV FOD Hulu J:COM STREAM Lemino milplus Netflix TELASA（本店・ Pontaパス ） U-NEXT WOWOWオンデマンド アニメタイムズ アニメ放題 バンダイチャンネル | 見放題配信             |
|              |                         | ABEMA Lemino TVer ニコニコ生放送 ネットもテレ東 | 最新話期間限定無料配信 |
|              |                         | Amazon Prime Video Google Play HAPPY!動画 J:COM STREAM milplus music.jp Rakuten TV TELASA VIDEX カンテレドーガ ニコニコチャンネル バンダイチャンネル ビデオマーケット ムービーフルPlus                                                                | レンタル配信           |

| 放送日        | 放送時間                     | 放送局              | 対象地域                                                    | 備考                    |
| ------------- | ---------------------------- | ------------------- | ----------------------------------------------------------- | ----------------------- |
| 2025年7月12日 | 土曜 23:00 - 23:30           | テレビ東京系列全6局 | 北海道・関東広域圏・愛知県・ 大阪府・岡山県・香川県・福岡県 | 字幕放送                |
| 2025年7月15日 | 火曜 0:30 - 0:59（月曜深夜） | BSテレ東            | 日本全域                                                    | BS/BS4K放送 / 字幕放送  |
| 2025年7月20日 | 日曜 0:58 - 1:28（土曜深夜） | 長崎放送            | 長崎県                                                      | [ 119 ]                 |
|               | 日曜 1:28 - 1:58（土曜深夜） | 新潟放送            | 新潟県                                                      | [ 120 ]                 |
|               | 日曜 2:18 - 2:48（土曜深夜） | 静岡放送            | 静岡県                                                      | 『スーパーアニメ6区』枠 |
| 2025年7月23日 | 水曜 1:24 - 1:54（火曜深夜） | 秋田放送            | 秋田県                                                      | [ 122 ]                 |
|               | 水曜 1:25 -1:55（火曜深夜）  | 中国放送            | 広島県                                                      | [ 123 ]                 |
| 2025年7月25日 | 金曜 0:59 - 1:28（木曜深夜） | テレビユー福島      | 福島県                                                      | [ 124 ]                 |
|               | 金曜 1:29 - 1:59（木曜深夜） | ミヤギテレビ        | 宮城県                                                      | [ 125 ]                 |
| 2025年7月26日 | 土曜 1:53 - 2:23（金曜深夜） | 熊本放送            | 熊本県                                                      | [ 126 ]                 |

| 放送期間        | 放送時間                     | 放送局              | 対象地域                                                    | 備考                                 |
| --------------- | ---------------------------- | ------------------- | ----------------------------------------------------------- | ------------------------------------ |
| 2025年7月19日 - | 土曜 23:00 - 23:30           | テレビ東京系列全6局 | 北海道・関東広域圏・愛知県・ 大阪府・岡山県・香川県・福岡県 | 字幕放送                             |
| 2025年7月22日 - | 火曜 0:30 - 0:59（月曜深夜） | BSテレ東            | 日本全域                                                    | BS/BS4K放送 / 字幕放送               |
| 2025年7月23日 - | 水曜 22:30 - 23:00           | AT-X                | 日本全域                                                    | CS放送 / 字幕放送 / リピート放送あり |
| 2025年7月27日 - | 日曜 0:58 - 1:28（土曜深夜） | 長崎放送            | 長崎県                                                      | [ 132 ]                              |
|                 | 日曜 1:28 - 1:58（土曜深夜） | 新潟放送            | 新潟県                                                      | [ 133 ]                              |
|                 | 日曜 2:18 - 2:48（土曜深夜） | 静岡放送            | 静岡県                                                      | 『スーパーアニメ6区』枠              |
| 2025年7月30日 - | 水曜 1:24 - 1:54（火曜深夜） | 秋田放送            | 秋田県                                                      | [ 135 ]                              |
|                 | 水曜 1:25 - 1:55（火曜深夜） | 中国放送            | 広島県                                                      | [ 136 ]                              |
| 2025年8月1日 -  | 金曜 0:59 - 1:28（木曜深夜） | テレビユー福島      | 福島県                                                      | [ 137 ]                              |
|                 | 金曜 0:59 - 1:29（木曜深夜） | ミヤギテレビ        | 宮城県                                                      | [ 138 ]                              |
| 2025年8月2日 -  | 土曜 1:53 - 2:23（金曜深夜） | 熊本放送            | 熊本県                                                      | [ 139 ]                              |
| 2025年8月11日 - | 月曜 1:05 - 1:35（日曜深夜） | 大分朝日放送        | 大分県                                                      | [ 140 ]                              |
| 2025年8月12日 - | 火曜 0:53 - 1:23（月曜深夜） | 北陸朝日放送        | 石川県                                                      | [ 141 ]                              |
| 不明            | 日曜 1:28 - 1:58（土曜深夜） | テレビ高知          | 高知県                                                      |                                      |
|                 | 木曜 1:25 - 1:55（水曜深夜） | テレビ山梨          | 山梨県                                                      |                                      |

| 配信開始日    | 配信時間                | 配信サイト | 備考                   |
| ------------- | ----------------------- | --- | ---------------------- |
| 2025年7月19日 | 土曜 23:00 - 23:30      | X | 全世界リアルタイム配信 |
|               | 土曜 23:30 以降順次更新 | ABEMAプレミアム Amazon Prime Video Disney+ DMM TV dアニメストア（本店・for Prime Video・ニコニコ支店） FOD Hulu J:COM STREAM Lemino milplus Netflix TELASA（本店・Pontaパス） U-NEXT WOWOWオンデマンド アニメタイムズ アニメ放題 バンダイチャンネル | 見放題配信             |
|               |                         | ABEMA Lemino TVer ニコニコ生放送 ネットもテレ東 | 最新話期間限定無料配信 |
|               |                         | Amazon Prime Video Google Play HAPPY!動画 J:COM STREAM milplus music.jp Rakuten TV TELASA VIDEX カンテレドーガ ニコニコチャンネル バンダイチャンネル ビデオマーケット ムービーフルPlus                                                              | レンタル配信           |

### 関連商品

#### BD / DVD
| 巻    | 発売日             | 収録話                               | 規格品番  | 規格品番  | 規格品番  | 規格品番  |
| 巻    | 発売日             | 収録話                               | BD限定版  | BD通常版  | DVD限定版 | DVD通常版 |
| ----- | ------------------ | ------------------------------------ | --------- | --------- | --------- | --------- |
| Vol.1 | 2024年7月17日      | 第1話 - 第3話                        | TBR34139D | TBR34143D | N/A       | TDV34147D |
| Vol.2 | 2024年8月21日      | 第4話 - 第6話                        | TBR34140D | TBR34144D | N/A       | TDV34148D |
| Vol.3 | 2024年9月18日      | 第7話 - 第9話                        | TBR34141D | TBR34145D | N/A       | TDV34149D |
| Vol.4 | 2024年10月16日     | 第10話 - 第12話                      | TBR34142D | TBR34146D | N/A       | TDV34150D |
| Vol.5 | 2025年10月15日予定 | 第13話 - 第14話 番外編「保科の休日」 | TBR35124D | N/A       | TDV35128D | N/A       |
| Vol.6 | 2025年11月19日予定 | 第15話 - 第17話                      | TBR35125D | N/A       | TDV35129D | N/A       |
| Vol.7 | 2025年12月17日予定 | 第18話 - 第20話                      | TBR35126D | N/A       | TDV35130D | N/A       |
| Vol.8 | 2026年1月21日予定  | 第21話 - 第23話                      | TBR35127D | N/A       | TDV35131D | N/A       |

#### サウンドトラック
| 全作曲: 坂東祐大。 |                     |      |            |              |
| #                  | タイトル            | 作詞 | 作曲・編曲 | アーティスト |
| 1.                 | 「Prologue」        |      | 坂東祐大   | 坂東祐大     |
| 2.                 | 「防衛隊のテーマ」  |      | 坂東祐大   | 坂東祐大     |
| 3.                 | 「怪獣討伐」        |      | 坂東祐大   | 坂東祐大     |
| 4.                 | 「怪獣8号のテーマ」 |      | 坂東祐大   | 坂東祐大     |

| #  | タイトル       | 作詞 | 作曲     | アーティスト                                                           |
| -- | -------------- | ---- | -------- | ---------------------------------------------------------------------- |
| 1. | 「Kaiju Rock」 |      | 坂東祐大 | 坂東祐大、 THE KAIJU BAND feat. 佐々木"コジロー"貴之、新井和輝、石若駿 |

| #  | タイトル           | 作詞 | 作曲             | アーティスト             |
| -- | ------------------ | ---- | ---------------- | ------------------------ |
| 1. | 「キコルのテーマ」 |      | 坂東祐大、MON/KU | 坂東祐大、MON/KU         |
| 2. | 「Kaiju Beats 1」  |      | 坂東祐大         | 坂東祐大、Risa Taniguchi |
| 3. | 「ミナとカフカ」   |      | 坂東祐大         | 坂東祐大、Ensemble FOVE  |

| #  | タイトル   | 作詞     | 作曲               | アーティスト       |
| -- | ---------- | -------- | ------------------ | ------------------ |
| 1. | 「Scream」 | (sic)boy | 坂東祐大、(sic)boy | 坂東祐大、(sic)boy |

| #  | タイトル           | 作詞 | 作曲             | アーティスト                    |
| -- | ------------------ | ---- | ---------------- | ------------------------------- |
| 1. | 「相模原討伐作戦」 |      | 坂東祐大         | 坂東祐大、Ensemble FOVE         |
| 2. | 「Mina Attacks」   |      | 坂東祐大         | 坂東祐大                        |
| 3. | 「保科のテーマ」   |      | 坂東祐大、MON/KU | 坂東祐大、MON/KU、LEO、中村滉己 |

| #  | タイトル   | 作詞     | 作曲     | アーティスト                       |
| -- | ---------- | -------- | -------- | ---------------------------------- |
| 1. | 「Warcry」 | 岡崎体育 | 坂東祐大 | 岡崎体育、坂東祐大、THE KAIJU BAND |

| 全作曲: 坂東祐大。 |                                                             |      |            |
| #                  | タイトル                                                    | 作詞 | 作曲・編曲 |
| 1.                 | 「Prologue」                                                |      | 坂東祐大   |
| 2.                 | 「防衛隊のテーマ」                                          |      | 坂東祐大   |
| 3.                 | 「怪獣討伐」                                                |      | 坂東祐大   |
| 4.                 | 「Monster Sweeper Inc.」                                    |      | 坂東祐大   |
| 5.                 | 「Kafka Works feat. 閑喜弦介、小川慶太」                    |      | 坂東祐大   |
| 6.                 | 「Kaiju Sessions 1 feat. MELRAW、小川慶太、梅井美咲」       |      | 坂東祐大   |
| 7.                 | 「ふたりの夢」                                              |      | 坂東祐大   |
| 8.                 | 「Kaiju Attack!!!」                                         |      | 坂東祐大   |
| 9.                 | 「Kaiju Rock feat. 佐々木“コジロー”貴之、新井和輝、石若駿」 |      | 坂東祐大   |
| 10.                | 「闘争 Part1」                                              |      | 坂東祐大   |
| 11.                | 「闘争 Part2」                                              |      | 坂東祐大   |
| 12.                | 「憧れ」                                                    |      | 坂東祐大   |
| 13.                | 「ミナ出動」                                                |      | 坂東祐大   |
| 14.                | 「Kaiju Beats 1 feat. RISA TANIGUCHI」                      |      | 坂東祐大   |
| 15.                | 「Kaiju Sessions 2 feat. MELRAW」                           |      | 坂東祐大   |
| 16.                | 「Kaiju Emergence」                                         |      | 坂東祐大   |
| 17.                | 「怪獣8号のテーマ」                                         |      | 坂東祐大   |
| 18.                | 「ミナとカフカ feat. Ensemble FOVE」                        |      | 坂東祐大   |
| 19.                | 「合格通知」                                                |      | 坂東祐大   |
| 20.                | 「Kaiju Sessions 3」                                        |      | 坂東祐大   |
| 21.                | 「候補生」                                                  |      | 坂東祐大   |
| 22.                | 「防衛隊のテーマ - Strings ver. feat. Ensemble FOVE」       |      | 坂東祐大   |
| 23.                | 「Kaiju Sessions 4 feat.多久潤一朗」                        |      | 坂東祐大   |
| 24.                | 「キコルのテーマ feat. MON/KU」                             |      | 坂東祐大   |
| 25.                | 「The Defense Force Screening Exam」                        |      | 坂東祐大   |
| 26.                | 「リベンジマッチ」                                          |      | 坂東祐大   |
| 27.                | 「急襲」                                                    |      | 坂東祐大   |
| 28.                | 「覚醒 feat. 君島大空」                                     |      | 坂東祐大   |
| 29.                | 「怪獣8号のテーマ - フォルティチュード9.8」                 |      | 坂東祐大   |
| 30.                | 「休戦」                                                    |      | 坂東祐大   |
| 31.                | 「Metamorphosis」                                           |      | 坂東祐大   |
| 32.                | 「Bath Talk feat. 町田匡」                                  |      | 坂東祐大   |
| 33.                | 「Scream feat. (sic)boy」                                   |      | 坂東祐大   |
| 34.                | 「防衛隊のテーマ - 出動」                                   |      | 坂東祐大   |

| 全作曲: 坂東祐大。 |                                                                    |      |            |
| #                  | タイトル                                                           | 作詞 | 作曲・編曲 |
| 1.                 | 「相模原討伐作戦」                                                 |      | 坂東祐大   |
| 2.                 | 「Kaiju Beats 2」                                                  |      | 坂東祐大   |
| 3.                 | 「初任務」                                                         |      | 坂東祐大   |
| 4.                 | 「戦力解放」                                                       |      | 坂東祐大   |
| 5.                 | 「凍結弾」                                                         |      | 坂東祐大   |
| 6.                 | 「Kaiju Sessions 5 feat. 須藤優、堀正輝」                          |      | 坂東祐大   |
| 7.                 | 「夢 feat. 岡田拓郎、 Ensemble FOVE」                              |      | 坂東祐大   |
| 8.                 | 「Mina Attacks」                                                   |      | 坂東祐大   |
| 9.                 | 「保科のテーマ feat. MON/KU、LEO、中村滉己」                       |      | 坂東祐大   |
| 10.                | 「Kaiju Beats 3 (vs 怪獣9号)」                                     |      | 坂東祐大   |
| 11.                | 「離脱 feat. Ensemble FOVE」                                       |      | 坂東祐大   |
| 12.                | 「痛み feat. Ensemble FOVE」                                       |      | 坂東祐大   |
| 13.                | 「Warcry feat. 岡崎体育」                                          |      | 坂東祐大   |
| 14.                | 「キコルのテーマ - Extented ver. feat. Patrick Paige II、Suni MF」 |      | 坂東祐大   |
| 15.                | 「Kaiju Beats 4」                                                  |      | 坂東祐大   |
| 16.                | 「立川基地炎上」                                                   |      | 坂東祐大   |
| 17.                | 「防衛隊式必殺技 feat. Ensemble FOVE」                             |      | 坂東祐大   |
| 18.                | 「大怪獣 フォルティチュード9.0」                                   |      | 坂東祐大   |
| 19.                | 「防衛隊のテーマ - 第3部隊 ver.」                                  |      | 坂東祐大   |
| 20.                | 「拘束」                                                           |      | 坂東祐大   |
| 21.                | 「首脳会合」                                                       |      | 坂東祐大   |
| 22.                | 「ミナとカフカ - 再び feat. 小畠幸法」                             |      | 坂東祐大   |
| 23.                | 「Kaiju Beats 5」                                                  |      | 坂東祐大   |
| 24.                | 「怪獣8号のテーマ - 大暴走 ver.」                                  |      | 坂東祐大   |
| 25.                | 「Kaiju Beats 6 (MON/KU Remix) feat. MON/KU」                      |      | 坂東祐大   |
| 26.                | 「強度 feat. Ensemble FOVE」                                       |      | 坂東祐大   |
| 27.                | 「ミナとカフカ - ずっと待ってる」                                  |      | 坂東祐大   |
| 28.                | 「対話」                                                           |      | 坂東祐大   |
| 29.                | 「Fanfare of Defense Force feat. Ensemble FOVE」                   |      | 坂東祐大   |
| 30.                | 「Never Break Down feat. LEO今井」                                 |      | 坂東祐大   |

| 全作曲: 坂東祐大。 |                            |      |            |                              |
| #                  | タイトル                   | 作詞 | 作曲・編曲 | アーティスト                 |
| 1.                 | 「鳴海のテーマ」           |      | 坂東祐大   | 坂東祐大、マーク・ジュリアナ |
| 2.                 | 「ヒカリのテーマ」         |      | 坂東祐大   | 坂東祐大                     |
| 3.                 | 「保科のテーマ（休日編）」 |      | 坂東祐大   | 坂東祐大、中村滉己           |

### Webラジオ
『アニメ『怪獣8号』ポッドキャスト討伐作戦』のタイトルでSpotifyにて配信。第1期は2024年4月7日から6月30日まで配信された。第2期は2025年7月20日より配信中。毎週日曜12:00頃更新で、パーソナリティは日比野カフカ役の福西勝也。
| テレビ東京系列 土曜 23:00 - 23:30                   | テレビ東京系列 土曜 23:00 - 23:30            | テレビ東京系列 土曜 23:00 - 23:30           |
| 前番組                                              | 番組名                                       | 次番組                                      |
| --------------------------------------------------- | -------------------------------------------- | ------------------------------------------- |
| ぶっちぎり?! （2024年1月13日 - 4月6日）             | 怪獣8号（第1期） （2024年4月13日 - 6月29日） | 天穂のサクナヒメ （2024年7月6日 - 9月28日） |
| 九龍ジェネリックロマンス （2025年4月5日 - 6月28日） | 怪獣8号（第2期） （2025年7月19日 - ）        | -                                           |

## コンピュータゲーム
怪獣8号 THE GAME
アカツキゲームスが開発・運営を行うスマートフォン・PC向けオンラインゲーム。2025年8月31日サービス開始予定。基本プレイ無料（アイテム課金制）。
ジャンル名はジャイアントキリングRPG。ゲームオリジナルのキャラクター・怪獣も登場する。